# Đại Chưởng ấn
Đại Chưởng ấn hay còn gọi là Đại Pháp quan hoặc Ngài Đổng lý Văn phòng (tiếng Anh: Lord Chancellor), là một viên chức cao cấp và đóng vai trò quan trọng trong chính phủ của Vương quốc Anh nắm giữ Đại Ấn Vương quốc. Đại Chưởng ấn được coi là thứ hạng cao nhất của các quan chức lớn của nhà nước, tương đương Thừa tướng và Thủ tướng. Thông thường, Đại Chưởng ấn thường sẽ được Nhà vua Anh bổ nhiệm trên cơ sở đệ trình của Thủ tướng Vương quốc Anh.

## Tổng quan
Trong lịch sử, Đại Chưởng ấn là người đứng đầu Văn phòng triều đình, hầu cận thân nhất của nhà vua. Đại Chưởng ấn trước đây là một mục sư theo đạo. Các vị Đại Chưởng ấn được cho là viên quan có đóng góp to lớn trong sự hình thành và phát triển của Luật Công bình ở Anh. Trước đây, Đại Chưởng ấn là một công chức của Tòa án, đồng thời hầu cận nhà vua của mình và đóng vai trò như một pháp quan để giải quyết những đơn kiện. Sau đó nhà vua giao cho Đại chưởng ấn giải quyết những vụ kiện và Văn phòng đại pháp quan đã dần phát triển thành Tòa đại pháp. Trong quá trình giải quyết, Đại chưởng ấn đưa ra những giải pháp pháp lý rất phù hợp, hiệu quả vì thường viện dẫn vào "công lý, lẽ phải và tình yêu thương của Chúa trời" dẫn đến số lượng đơn thỉnh cầu tăng lên, khối lượng công việc ngày càng lớn, đòi hỏi phải có một nhân sự và hệ thống thể chế, thiết chế tương đương. Vì vậy nhà vua ra quyết định thành lập Tòa án công bằng là nền tảng cho sự hình thành và phát triển của Luật Công bình.